# Rubus rosifolius
Framboisier d'Asie
Espèce
Classification phylogénétique
Rubus rosifolius, le framboisier d'Asie, est une espèce de plantes à fleurs de la famille des Rosaceae.

## Description

### Aspect général
L'espèce se présente comme une ronce très dense.

### Feuilles
Les feuilles sont dentées et composées de 3 à 7 folioles épineuses, ovales et lancéolées, avec un apex aigu.

### Fleurs
Les fleurs sont regroupées en inflorescences terminales de 1 à 3 fleurs ; elles comprennent 5 pétales blancs, qu'elles perdent assez rapidement, et de nombreuses étamines plus ou moins jaunes. Elles sont mellifères. La floraison a lieu pendant la saison fraîche.

### Fruits
Le fruit ressemble aux framboises d'Europe, mais ses drupéoles sont plus petites. Chacune d'elles contient une graine. La fructification a lieu au deuxième semestre.
La propagation des graines est effectuée par zoochorie, notamment grâce aux oiseaux frugivores.

## Distribution
On situe généralement son origine en Asie du Sud-Est. On le trouve couramment en Australie, en Nouvelle-Calédonie (où on l'appelle « framboise marron », ou encore « framboise pays »), dans certaines îles du Pacifique, et en Asie de la Chine tropicale au sous-continent indien. Il a été acclimaté dans de nombreuses zones tropicales et tempérées chaudes, où il est parfois cultivé à une échelle commerciale. On le trouve en abondance dans le sud du Brésil, en Californie. Il a été introduit également dans les Antilles, où il préfère l'altitude et les versants montagneux humides.

### Caractère envahissant
Cette espèce est considérée comme une plante envahissante à Hawaï, Porto Rico et en Polynésie française.
C'est le cas également en Nouvelle-Calédonie, où elle aurait été introduite en 1883 à Koé,.

## Dénomination
Son nom latin signifie « framboisier à feuilles de roses », une appellation donnée à l'espèce en Nouvelle-Calédonie.

## Synonymes
- Rubus commersonnii Poir.
- Rubus coronarius
- Rubus eustephanos var. coronarius
- Rubus rosaefolius Smith
- Rubus rosifolius Smith var. coronarius Sims
- Rubus rosifolius var. commersonii
- Rubus rosifolius var. rosifolius